# Nftables

nftables — подсистема ядра Linux, обеспечивающая фильтрацию и классификацию сетевых пакетов/датаграмм/кадров. Включена в ядро Linux, начиная с версии 3.13, выпущенной 19 января 2014 года.
Является проектом по замене пакетов iptables, ip6tables, arptables, ebtables в межсетевом экране Netfilter.
За счёт объединения функциональности перечисленных пакетов, в nftables присутствует меньшее дублирование кода при построении правил для Netfilter и низкоуровневая оптимизация. По состоянию на 26 апреля 2016 года находится в процессе разработки. В пространстве пользователя nftables настраивается при помощи утилиты nft.

## Синтаксис командной строки nft
Синтаксис nft более схож с реальной грамматикой.
Команда для добавления правила блокирования пакетов, направленных на адрес 1.2.3.4:
```
nft add rule ip filter output ip addr 1.2.3.4 drop
```

Синтаксис такого же действия для iptables:
```
iptables -t filter -A OUTPUT -j DROP -d 1.2.3.4
```

Для обеспечения обратной совместимости предоставляется специальная прослойка, позволяющая использовать iptables/ip6tables поверх инфраструктуры nftables.

## История
Проект был впервые представлен на Netfilter Workshop 2008 Патриком Мак-Харди из команды по разработке ядра Netfilter.
Первый предварительный релиз реализации ядра и пользовательского пространства был представлен в марте 2009 года.
Хотя инструмент был назван самым большим изменением межсетевого экрана Linux с момента появления iptables в 2001 году, в то время он получил мало освещения в прессе.
В октябре 2012 года, была предложена прослойка совместимости с iptables и анонсировано возможное включение проекта в основную ветку ядра.
16 октября 2013 года был отправлен запрос на включение изменений (pull request) в ядро Linux. 19 января 2014 года nftables был включён в ядро Linux версии 3.13.